# Philippe Chifflet
Pour les articles homonymes, voir Chifflet.
Philippe Chifflet, ecclésiastique, né le 10 mai 1597 à Besançon, huitième des dix enfants du médecin Jean Chifflet et de Marguerite Poutier. Chapelain de l'oratoire de l'infante Isabelle des Pays-Bas espagnols (1623), il fut ensuite nommé chanoine métropolitain de Besançon, grand vicaire de l'archevêque de Besançon (1637), prieur de Bellefontaine et abbé de Balerne (1639).
Parmi ses frères et sœurs, on compte le médecin et historien Jean-Jacques Chifflet (1588-1673).

## Biographie
À la fin de l’année 1621 le jeune clerc Philippe Chifflet termine ses études de droit à l’Université de Louvain et déménage pour Bruxelles, capitale des Pays-Bas espagnols. Son frère plus âgé, Jean-Jacques, l'aide à trouver un poste à la cour.
En 1623, Philippe devient chapelain d'honneur de l'infante Isabelle. Il l'accompagne en 1625 à Dunkerque, voyage dont on a conservé ses notes prises en vue de la rédaction d'une biographie de l'infante et qui sont conservées à Besançon.
On lui doit de nombreuses lettres qui éclairent les difficultés politiques que traversent les Pays-Bas espagnols dans le deuxième quart du 17e siècle.
Il publie Concilii Tridentini canones, cum prsefatione et notis et donne une édition ainsi qu'une traduction de L'Imitation de Jésus-Christ,. Il publie également une histoire du prieuré de Bellefontaine.
Philippe Chifflet meurt le 11 janvier 1657 à Bruxelles.

## Source
- Bernard de Meester de Ravestein, Lettres de Philippe et de Jean-Jacques Chifflet sur les affaires des Pays-Bas (1627-1639), Bruxelles, Palais des Académies, 1943, p. 16-21.
- Laurence Delobette et Paul Delsalle, Autour des Chifflet : Des origines de l’érudition en Franche-Comté, Besançon, Presses universitaires de Franche-Comté, 2007, 260 p. (ISBN 978-2-84867-819-1 et 978-2-84867-174-1, OCLC 1368422255, DOI 10.4000/BOOKS.PUFC.27614)..